# Jun’ya Tanaka (Fußballspieler, 1983)
Jun’ya Tanaka (japanisch 田中 淳也 Tanaka Jun’ya; * 24. April 1983 in der Präfektur Osaka) ist ein ehemaliger japanischer Fußballspieler.

## Karriere
Tanaka erlernte das Fußballspielen in der Universitätsmannschaft der Dōshisha-Universität. Seinen ersten Vertrag unterschrieb er 2005 bei Vissel Kobe. Der Verein spielte in der höchsten Liga des Landes, der J1 League. 2006 wechselte er zum Ligakonkurrenten JEF United Chiba. 2007 wurde er an den Zweitligisten Sagan Tosu ausgeliehen. Für den Verein absolvierte er vier Ligaspiele. 2008 kehrte er zu JEF United Chiba zurück. Danach spielte er bei Verspah Ōita. Ende 2014 beendete er seine Karriere als Fußballspieler.

## Erfolge
JEF United Chiba
- J.League Cup

Sieger: 2006